# Адміністративний устрій Красногвардійського району
Адміністративний устрій Красногвардійського району — адміністративно-територіальний поділ Красногвардійського району АР Крим на 2 селищні та 18 сільських рад, які підпорядковані Красногвардійській районній раді та об'єднують 85 населених пунктів. Адміністративний центр — смт Красногвардійське.

## Список радКрасногвардійського району
| №  | Назва                         | Центр            | Населені пункти | Площа км² | Місце за площею | Населення (2001), чол. | Місце за населенням |
| -- | ----------------------------- | ---------------- | --- | --------- | --------------- | ---------------------- | ------------------- |
| 1  | Курманська селищна рада       | смт Курман       | смт Курман c-ще Видне |           |                 |                        |                     |
| 2  | Біюконларська селищна рада    | смт Біюк-Онлар   | смт Біюк-Онлар |           |                 |                        |                     |
| 3  | Амурська сільська рада        | c. Амурське      | c. Амурське c. Іскра c. Новозуївка c. Новоіванівка c. Новоолексіївка c. Цвіткове                                            |           |                 |                        |                     |
| 4  | Восходненська сільська рада   | c. Восход        | c. Восход c. Володимирове c. Доходне c. Знам'янка c. Зоря c. Климове c. Нахімове c. Новосільці c. Плодородне c. Нейшпроцунг |           |                 |                        |                     |
| 5  | Зернівська сільська рада      | c. Зернове       | c. Зернове c. Новокатеринівка                                                                                               |           |                 |                        |                     |
| 6  | Умютська сільська рада        | c. Умют          | c. Умют c. Вишняківка c. Іраде c. Побєдине                                                                                  |           |                 |                        |                     |
| 7  | Клепинінська сільська рада    | c. Клепиніне     | c. Клепиніне c. Карпівка c. Яструбівка                                                                                      |           |                 |                        |                     |
| 8  | Колодязянська сільська рада   | c. Колодязне     | c. Колодязне c. Докучаєве c. Пологи                                                                                         |           |                 |                        |                     |
| 9  | Котельниківська сільська рада | c. Котельникове  | c. Котельникове c. Дібрівське c. Машине                                                                                     |           |                 |                        |                     |
| 10 | Старомлинівська сільська рада | c. Старий Млин   | c. Старий Млин c. Радужне c. Рогове c. Симоненко c. Тимошенко c. Трактове                                                   |           |                 |                        |                     |
| 11 | Кирбайларська сільська рада   | c. Кир-Байлар    | c. Кир-Байлар c. Звіздне c. Пряме                                                                                           |           |                 |                        |                     |
| 12 | Мар'янівська сільська рада    | c. Мар'янівка    | c. Мар'янівка c. Давчи c. Щербакове                                                                                         |           |                 |                        |                     |
| 13 | Найдьонівська сільська рада   | c. Найдьонівка   | c. Найдьонівка c. Золоте c. Орлівка                                                                                         |           |                 |                        |                     |
| 14 | Новопокровська сільська рада  | c. Новопокровка  | c. Новопокровка c. Красна Долина c. Миронівка c. Мускатне c. Невське c. Новодолинка c. Проточне                             |           |                 |                        |                     |
| 15 | Олександрівська сільська рада | c. Олександрівка | c. Олександрівка c. Краснодарка c. Тимашівка                                                                                |           |                 |                        |                     |
| 16 | Петрівська сільська рада      | c. Петрівка      | c. Петрівка c. Ближнє c. Ізвесткове c. Красна Поляна c. Кремнівка c. Миролюбівка c. Новоестонія c. Пушкіне                  |           |                 |                        |                     |
| 17 | Полтавська сільська рада      | c. Полтавка      | c. Полтавка c. Комарівка c. Курганне                                                                                        |           |                 |                        |                     |
| 18 | П'ятихатська сільська рада    | c. П'ятихатка    | c. П'ятихатка c. Азов c. Зарічне c. Менделєєве c. Салгирка c. Холмове                                                       |           |                 |                        |                     |
| 19 | Рівнівська сільська рада      | c. Рівне         | c. Рівне c. Молочне c. Некрасове c. Новомикільське                                                                          |           |                 |                        |                     |
| 20 | Янтарненська сільська рада    | c. Янтарне       | c. Янтарне c. Григорівка c. Борангар c. Удачне                                                                              |           |                 |                        |                     |

* Примітки: м. — місто, с-ще — селище, смт — селище міського типу, с. — село

## Колишній населений пункт
- Низове († 2008)